# Hanns Heinz Ewers

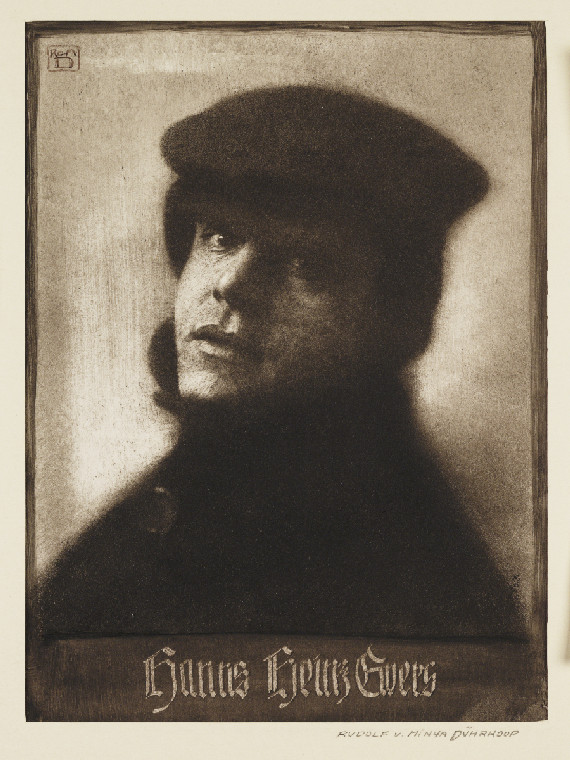
Hanns Heinz Ewers, um 1907. Foto von Rudolf Dührkoop und Minya Diez-Dührkoop

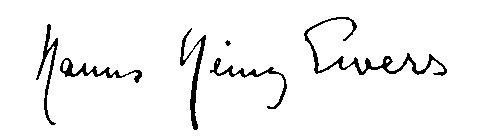
Unterschrift

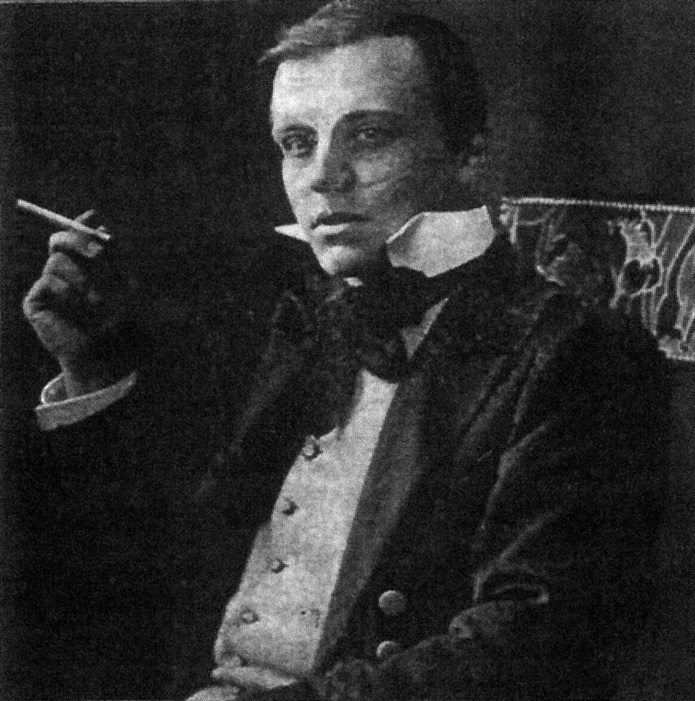
H. H. Ewers

Hanns Heinz Ewers (* 3. November 1871 in Düsseldorf; † 12. Juni 1943 in Berlin; gebürtig Hans Heinrich Ewers) war ein deutscher Schriftsteller, Filmemacher, Globetrotter und Kabarettist. Ewers’ Geschichten kreisen um die Themen Phantastik, Erotik, Kunst bzw. Künstler und Reisen in exotische Länder. Seine teils äußerst drastischen Darstellungen machten ihn zum skandalumwitterten Bestsellerautor, gleichzeitig musste er sich immer wieder gegen den Vorwurf zur Wehr setzen, seine Werke seien trivial, unmoralisch oder pornographisch.
In seinem äußerst bewegten Leben vertrat Ewers auch einander widersprechende Positionen. So setzte er sich für die Gleichberechtigung der Juden ein, trat aber zum 1. November 1931 der NSDAP bei und engagierte sich in deren Propagandaarbeit. 1934 wurde ihm ein generelles Publikationsverbot erteilt.

## Biografie

### Kindheit und Jugend

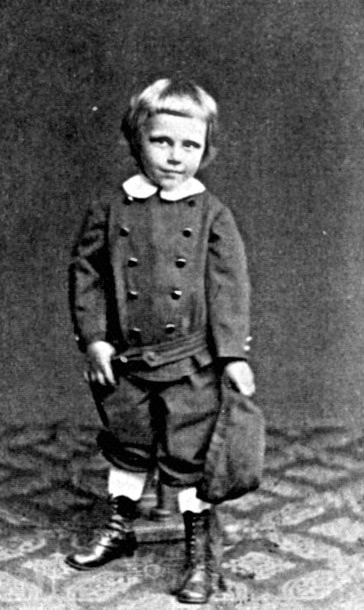
Hanns Heinz Ewers im Alter von vier Jahren

Hanns Heinz Ewers entstammte einer künstlerischen Familie. Sein Vater, Heinz Ewers, Hofmaler des Großherzogs Friedrich Franz II. von Mecklenburg-Schwerin, war ein Genre- und Porträtmaler der Düsseldorfer Schule. Seine Mutter, Maria Ewers, geborene aus’m Weerth, erfand zusammen mit dem jungen Ewers Märchen. Sie übersetzte unter anderem Werke von Frédéric Boutet und Claude Farrère aus dem Französischen.
Die Familie Ewers, neben den Eltern und Ewers selbst noch seine Großmutter Maria aus’m Weerth und der zwei Jahre jüngere Bruder Ernst Gustav, der später zur Kaiserlichen Marine ging und 1920 Konteradmiral der Vorläufigen Reichsmarine wurde, lebte in einem eigenen Haus in der Immermannstraße 22 in Düsseldorf. Ewers soll ein schüchternes, verträumtes Kind mit einer ausgeprägten Tierliebe und einem Hang zum Trotz gewesen sein – Eigenschaften, die Ewers auch seinem späteren Romanhelden Frank Braun gegeben hat.
Ewers besuchte in Düsseldorf die Vorschule und das Königliche Gymnasium zu Düsseldorf, ab Frühjahr 1888 das Königliche Gymnasium zu Kleve, auf das er wegen anhaltend schlechter Leistungen wechseln musste. Mit dem wilhelminischen Bildungssystem kam der Junge rasch in Konflikt. Besonders in Mathematik brachte er schlechte Noten nach Hause. Gut war er hingegen in Sprachen und im Aufsatzschreiben. Eine Abneigung gegen die Schule und Lehrer konnte Ewers bis zu seinem Tod nicht mehr ablegen.
Mit 17 Jahren begann Hanns Heinz Ewers Gedichte zu schreiben. Seinem ersten Gedicht, einer Huldigung an den kurz zuvor gestorbenen Kaiser Friedrich III., folgten weitere Huldigungen an prominente Vertreter des Deutschen Kaiserreichs. Ein weiteres Thema, über das er schrieb, war die Liebe. Der junge Ewers verliebte sich schnell und schrieb seinen Angebeteten glühende Liebesgedichte, aber auch ebenso glühende Eifersuchtsgedichte, wenn er wieder einmal abgewiesen wurde. Wichtigstes dichterisches Vorbild war für Ewers der ebenfalls aus Düsseldorf stammende Heinrich Heine. In dieser Zeit wuchs in Ewers auch der Wunsch, Schriftsteller zu werden oder zumindest Kaufmann, „oder irgendetwas, wobei man ein bißchen in der Welt sich umsehen kann“.
Am 12. März 1891 bestand Ewers knapp das Abitur, worauf er als Einjährig-Freiwilliger zum Militärdienst eingezogen wurde. Er trat ins Kaiser Alexander Garde-Grenadier-Regiment Nr. 1 in Berlin ein. Dort war für den jungen Mann das Nachtleben der Großstadt viel wichtiger als das Militär. Nach 44 Tagen wurde er aus diesem wegen Kurzsichtigkeit entlassen.

### Studium und Corps

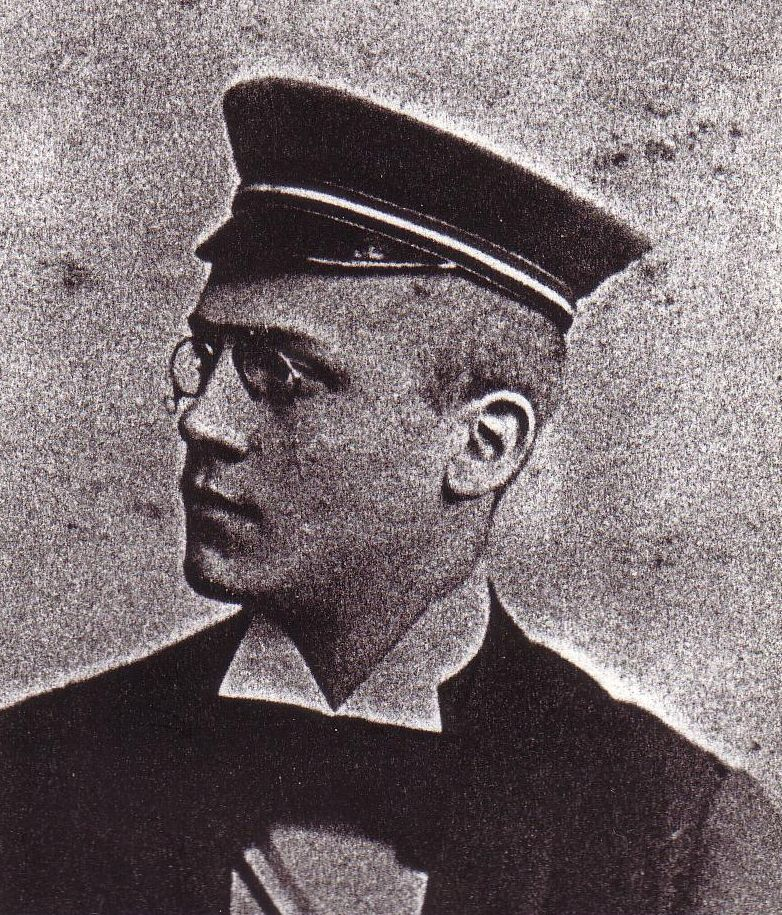
Ewers als Berliner Normanne

Ewers schrieb sich am 2. Mai 1891 an der Friedrich-Wilhelm-Universität in Berlin für das Fach Rechtswissenschaften ein – wie seine literarischen Vorbilder Heinrich Heine und E. T. A. Hoffmann, die beide ebenfalls Jura studiert hatten.
Im November 1892 immatrikulierte er sich an der Friedrich-Wilhelm-Universität Bonn. 1893 studierte er zwei Semester in Genf. 1894 legte er in Bonn die Erste Juristische Staatsprüfung ab.
Für das Studium interessierte sich Ewers weniger als für das Nachtleben, das er in vollen Zügen auskostete. Er trat dem Corps Normannia Berlin bei, wo er schnell den Ruf eines Raufboldes erlangte. Ewers focht mehrere Mensuren, aus denen er mit vielen Schmissen hervorging. Vor allem in seinem Roman Vampir verarbeitete Ewers diese Erfahrungen. Nach einer ungenügenden Mensur wurde er allerdings im Juni 1892 aus der Normannia ausgeschlossen. In Bonn trat er dem Corps Guestphalia bei, aus dem er ebenfalls wegen ungenügender Mensuren ohne Band entlassen wurde. 1932 erhielt er das Normannenband zurück. Am 9. Februar 1934 verlieh ihm Alemannia Wien das Band.

### Referendariat
Danach trat Ewers sein Referendariat in Neuss und Düsseldorf an. Er vernachlässigte die Jurisprudenz und fiel schnell durch seine schlampige Arbeit auf. Stattdessen beschäftigte er sich mit Literatur, Philosophie, Okkultismus und Hypnose. Gerade Letztere spielte in seinen späteren Romanen und Novellen immer wieder eine Rolle – am deutlichsten im Debütroman Der Zauberlehrling.
Ewers verehrte zu dieser Zeit den irischen Dandy und Schriftsteller Oscar Wilde. Dessen Verurteilung zu einer Zuchthausstrafe wegen Unzucht (hier: Homosexualität) führte zu einem ersten Bruch mit der studierten Rechtswissenschaft, vor allem dem Prinzip der Gleichheit vor dem Gesetz, die Ewers als unmöglich ablehnte. In der Novelle Die Herren Juristen (1905) schrieb Ewers beispielsweise:

„Was ist die Zuchtstrafe für einen Mann von der universalen Bildung, von der vielleicht überraffinierten Kultur Oskar [sic!] Wildes? – Ob er zu Recht oder zu Unrecht verurteilt wurde, ob der famose Paragraph ins Mittelalter gehört oder nicht, ist ganz gleichgültig, sicher ist, dass diese Strafe für ihn tausendfach härter war als für jeden anderen!“

Okkultismus und Spiritismus übten auf Ewers zwar eine starke Faszination aus, aber gleichzeitig näherte er sich dem Thema immer mit einer kritischen Distanz. Als subversives Medium sprengte er am 11. Dezember 1895 eine spiritistische Sitzung der Psychologischen Gesellschaft von Leon von Erhardt. Daraufhin wurde er von einem der verärgerten Anwesenden wegen Bruch des Ehrenworts zum Duell gefordert. Die Affäre hatte eine anderthalb Jahre dauernde gerichtliche Auseinandersetzung zur Folge, die auch in der Presse kolportiert wurde. 1897 wurde Ewers schließlich zu vier Wochen Festungshaft auf der Festung Ehrenbreitstein verurteilt und aus dem Staatsdienst entlassen. In seinem zweiten Roman Alraune verarbeitete Ewers Erinnerungen an seine Festungszeit.
Die 2. Staatsprüfung legte Ewers nicht ab. Jedoch wurde er am 7. November 1898 an der Universität Leipzig zum Dr. jur. promoviert. In Leipzig kam Ewers’ einziges Kind zur Welt – eine uneheliche Tochter, die von der Mutter in ein Pflegeheim des Roten Kreuzes gegeben wurde.

### Kabarett, Satiren, Märchen, Kinderbücher
Ewers beschäftigte sich zu dieser Zeit auch mit der Philosophie Max Stirners, der jegliche Autorität ablehnte, die Existenz allgemeingültiger Werte verneinte und diese Werte als letztlich subjektiv interpretiert. Stirners Einfluss auf Ewers kann nicht hoch genug eingeschätzt werden. Sein in späteren Texten ausformuliertes Bekenntnis zum Individualismus und seine ausgeprägte Egozentrik lassen sich auf Stirners Philosophie zurückführen. Ewers positionierte sich zunächst deutlich gegen den wilhelministischen Mainstream. Seine ersten literarischen Veröffentlichungen erschienen in der Zeitschrift Der Eigene, einer der ersten Zeitschriften für Homosexuelle.
In dieser Zeit wurde Ernst von Wolzogen auf Ewers aufmerksam und lud ihn 1901 nach Berlin ein, zur Mitwirkung an seinem geplanten Kabarett Überbrettl – Buntes Theater. Ewers schrieb satirische Texte und rezitierte diese mit so großem Erfolg auf der Bühne, dass seine Texte in Berlin zu Gassenhauern wurden. So wuchs er in das literarische Leben Berlins hinein und machte Bekanntschaft u. a. mit dem Freidenker Bruno Wille und dem Anarchisten Erich Mühsam. Seine ersten Bücher, Sammlungen seiner Kabaretttexte, erschienen unter eigenem Namen und wurden Bestseller. 1901 stieg Ewers zum künstlerischen Leiter des Überbrettls auf. Am 15. Mai 1901 heiratete er in erster Ehe die Illustratorin Caroline Elisabeth Wunderwald (1875–1957) , Schwester des Malers Wilhelm Wunderwald (1870–1937) und Cousine des Malers Gustav Wunderwald, mit der er schon seit längerem ein Verhältnis hatte. Ewers hatte sie 1895 im Künstlerverein Malkasten kennengelernt. Nach der Heirat nannte sie sich Ilna Ewers-Wunderwald. Fortan arbeitete sie auch beim Überbrettl mit und illustrierte viele seiner späteren Bücher.
Trotz seines Erfolges war Ewers mit seiner Arbeit am Kabarett nicht glücklich. Er wollte als Dichter ernst genommen werden, aber bekannt wurde er nicht durch seine anspruchsvolleren Kabaretttexte, sondern durch die eher schlichten, mimisch gut darstellbaren. Daraus entwickelte sich auch ein Konflikt mit Ernst von Wolzogen, der damit endete, dass Ewers seine eigene Truppe auf die Beine stellte. Er nannte seine Konkurrenz Überbrettl. Modernes Theater, in dem Ewers sich vom reinen Kabarett hin zu einem herkömmlichen Theater bewegte. Doch die Konkurrenz weiterer Überbrettl-Nachahmer wurde zu groß, so dass sich schon 1903 Ewers’ Überbrettl finanziell nicht mehr lohnte.
Ewers und seine Frau zogen sich für ein Jahr auf die italienische Insel Capri zurück, die um das Jahr 1900 herum ein Paradies der Reichen und Schönen und der Lebensreformer war, die hier etwas abseits der bürgerlichen Moral dem Nacktbaden frönten. Auch Homosexuelle wurden von der liberalen Atmosphäre auf der Insel angezogen. Ewers begann hier seine Tätigkeit als Reiseschriftsteller, indem er für mehrere deutsche Zeitungen kleine Reisefeuilletons verfasste, die später in dem Band Mit meinen Augen. Fahrten durch die lateinische Welt (1909) gesammelt erschienen.
Ewers verfasste auf Capri eine Reihe von Kunstmärchen. Wieder zurück in Berlin schrieb er zusammen mit Erich Mühsam unter dem Pseudonym Onkel Franz mehrere Kinderbücher in Versform, die von Paul Haase illustriert wurden. Ebenfalls mit Mühsam und gemeinsam mit Victor Hadwiger, René Schickele und Dr. Walter Bläsing (ein Gemeinschaftspseudonym der Autoren, wie Mühsam in seinen Memoiren schreibt) verfasste Ewers einen Führer durch die moderne Literatur mit 300 teils leicht satirischen Kurzporträts. Dieses Buch wurde in mehreren Auflagen nachgedruckt.
Ewers’ Ehe mit Ilna geriet um das Jahr 1904 herum in die Krise. Beide lebten getrennt voneinander – Ewers in Berlin, Ilna in Düsseldorf bei ihrer Mutter. Geschieden wurde die Ehe 1912. Neben dem Alkohol begann Ewers nun auch mit anderen Drogen – unter anderem Haschisch und Mescalin – zu experimentieren und den Rausch als Inspirationsquelle zu verwenden. Rausch und Kunst, so der Name eines Essays, wurden in Ewers’ Werk bald zwei untrennbare Bestandteile.

### Reisen vor dem Ersten Weltkrieg
Seine ausgiebigen Reisen begann Ewers im Jahr 1905. Finanziert wurden diese vor allem durch Feuilletons, die er an Zeitungen drahtete und die später in den beiden Bänden Mit meinen Augen, Von sieben Meeren sowie Indien und ich erschienen. Diese Anthologien gingen nicht auf die Initiative von Ewers zurück, worauf er in den Vorworten zu den jeweiligen Büchern ausdrücklich hinwies.
Eine andere wichtige Einnahmequelle bildete die von Ewers benutzte Schifffahrtslinie Hapag. Er erhielt kostenlose Fahrt auf den Schiffen, verpflichtete sich allerdings, die Schifffahrtslinie positiv in seinen Texten zu erwähnen. Ewers kam dem in höchstem Maße nach; vor allem in Mit meinen Augen, aber auch später im Roman Vampir finden sich Feuilletons, die als Schleichwerbung im Sinne eines Corporate Placements zu bezeichnen sind.
Auf diesen Reisen entstanden auch fast alle seine späteren Novellen und Romane. Den Entstehungsort nannte Ewers zu jedem Text im Anschluss an den Titel – eine Eigenheit, die viele Zeitgenossen, die Ewers kritisch gegenüberstanden, zu Spott einlud.
Die erste Reise führte Hanns Heinz Ewers und Ilna Ewers-Wunderwald 1904 nach Spanien, wo ihn die Alhambra faszinierte – für seinen Essay Edgar Allan Poe (1909) lieferte diese arabische Burganlage den erzählerischen Rahmen. Allerdings war Ewers’ Eindruck des Landes zunächst extrem negativ. Vor allem die Stierkämpfe und die von ihm oft beobachtete Tierquälerei entsetzten den bekennenden Tierfreund Ewers. Ebenso attestierte Ewers den Spaniern zunächst, sie seien ein kulturloses Volk. Im Laufe der Zeit revidierte Ewers diese Meinung jedoch. So schreibt er später in Von sieben Meeren: „Mehr und immer heißer liebe ich Spanien!“
In Spanien fand Ewers auch die Inspiration zu einer seiner bekanntesten Novellen, Die Tomatensauce (1905), einer drastischen Schilderung eines menschlichen Hahnenkampfes in den Bergen von Andalusien. In öffentlichen Vorträgen kam es während der Tomatensauce immer wieder zu Ohnmachtsanfällen im Publikum. Die Novelle kann wegen ihrer bildhaften Gewaltdarstellung als Vorläufer von Splatter- und Gorefilmen bezeichnet werden.
Die zweite Reise führte das Ehepaar Ewers 1906 nach Mittelamerika. Während der Überfahrt begann Ewers seinen ersten Roman Der Meister, der allerdings unter dem Titel Der Zauberlehrling oder Die Teufelsjäger (1909) erschien.
In Mittelamerika reiste die Gruppe nach Kuba, Mexiko und in die Karibik. Mittelamerika begeisterte Ewers nicht. Er sah dort vor allem einen minderwertigen Abklatsch der europäischen Kultur. Faszination scheint auf Ewers allerdings Haiti ausgeübt zu haben. Über dieses Land schrieb er von dieser Reise bei weitem am häufigsten. Sein besonderes Interesse galt dem Voodoo-Kult. Er nahm auch an einer Voodoo-Zeremonie teil, bei der wahrscheinlich ein Kind geopfert wurde.
Die dritte Reise führte Ewers 1908 zum ersten Mal über den Äquator auf die südliche Halbkugel. Wiederum gesponsert von der Hamburg-Amerika-Linie fuhr das Ehepaar Ewers nach Südamerika. Ewers fuhr entlang der Küste Brasiliens nach Argentinien. Von Buenos Aires fuhr Ewers mit einem Flussdampfer landeinwärts bis nach Asunción in Paraguay. Zurück in Buenos Aires ging die Fahrt nach Rio de Janeiro und anschließend zurück nach Europa.
Die Feuilletons dieser Reise wurden nach dem Erscheinen in Tageszeitungen ebenfalls in der Anthologie Mit meinen Augen wiederveröffentlicht. Die Hamburg-Amerika-Linie war über die Werbung durch Ewers nicht erfreut, da dieser so spitz über Argentinien geschrieben hatte, dass die argentinische Regierung der Gesellschaft geschäftliche Repressalien androhte.
Die vierte Reise führt Ewers 1910 nach Indien, Südostasien, China und Australien. Auch diese Reise wurde von der Hapag, dem Norddeutschen Lloyd und Ewers’ Verleger Georg Müller bezahlt.
Von Colombo aus ging die Reise weiter nach Australien, wo Ewers Adelaide, Perth und Sydney besuchte. Australien wirkte auf Ewers ernüchternd. Reisefeuilletons von diesem Kontinent sind nicht überliefert. Auch die Fortsetzung der Reise nach Deutsch-Neuguinea, die Philippinen, Hongkong und vermutlich auch Shanghai ist nur schlecht dokumentiert. Ewers berichtete in dem Band Von sieben Meeren, dass er in Singapur gewesen sei, und in seiner letzten Novelle Die schönsten Hände der Welt (1943) erzählte Ewers von einem Aufenthalt in China.

### Regisseur, Drehbuchautor, Produzent
Ab 1913 setzte sich Ewers für das noch junge Medium Film ein. Film und Kino waren zu dieser Zeit noch nicht als Kunstform anerkannt, sondern wurden als „billiges Jahrmarktvergnügen für die Massen“ betrachtet. Die Deutsche Bioscop G.M.B.H., die erste Filmproduktionsfirma, die Filme mit künstlerischem Anspruch produzierte, schloss ab 1912 u. a. mit Ewers und dem Schauspieler Paul Wegener einen Vertrag über künftige Zusammenarbeit ab.
Die erste Zusammenarbeit zwischen Ewers und Wegener, der Film Der Verführte (1913), war in den Augen beider zwar künstlerisch enttäuschend, aber Der Student von Prag (1913), der zweite Film von Ewers und Wegener, gilt als der erste Kunstfilm überhaupt und damit als Meilenstein der Filmgeschichte. Ewers schrieb das Drehbuch eigens für den Film, Wegener führte zusammen mit dem Dänen Stellan Rye Regie und war Produktionsleiter in der Prager Altstadt. Die Geschichte des Studenten Balduin, der sein Spiegelbild verkauft, erinnert an Adelbert von Chamissos Peter Schlemihls wundersame Geschichte (1814), E.T.A. Hoffmanns Die Geschichte vom verlornen Spiegelbilde (1815) und Oscar Wildes Das Bildnis des Dorian Gray (1890).
Zusammen mit Wegener und Rye drehte Ewers bis zum Ausbruch des Ersten Weltkrieges noch mehrere Filme, die heute größtenteils als verschollen gelten, u. a. auch Die Eisbraut (1913) nach Ewers’ eigener Novelle John Hamilton Llewelyns Ende (1907), der von der Zensur wegen einer Nacktszene sofort verboten wurde.
Ewers war zu dieser Zeit auf dem Höhepunkt seiner Popularität. Er gewann sogar den einzigen Preis seines Lebens – in einer Schönheitskonkurrenz für Männer. Von seinen Gegnern wurde dieser Preis noch Jahre später angeführt, um Ewers zu verhöhnen.
Außerdem gab Ewers die Buchreihe Galerie der Phantasten heraus, eine Reihe mit Erzählungen bekannter phantastischer Autoren wie E.T.A. Hoffmann, Edgar Allan Poe, Karl Hans Strobl, Oskar Panizza und Alfred Kubin.
Dennoch hatte Ewers finanzielle Probleme, da die Honorare seines Verlegers Georg Müller nur spärlich flossen oder gar nicht bezahlt wurden.

### Erster Weltkrieg: Propaganda in den USA
Seine fünfte Fernreise führte 1914 Ewers nach Südamerika, das er umrundete. Die Reise ging vom brasilianischen Rio de Janeiro nach Montevideo in Uruguay, weiter nach Argentinien, Feuerland und durch die Magellanstraße nach Chile. Dort, in Antofagasta, erreichte das Schiff ein Telegramm mit der Nachricht von der Ermordung des österreichischen Thronfolgers in Sarajevo. Ewers fuhr weiter durch den offiziell noch nicht eröffneten Panamakanal nach Costa Rica und Jamaika und von dort weiter nach New York, wo er am Tag der österreichischen Kriegserklärung an Serbien ankam.
Ewers blieb während des Ersten Weltkrieges in den USA. Er begründete seine Entscheidung damit, dass es unmöglich sei, als Deutscher mit dem Schiff nach Europa zu reisen, ohne angesichts der politischen Lage in britische Kriegsgefangenschaft zu geraten. Diese Entscheidung wurde ihm nach seiner Rückkehr vorgehalten. Später erzählte er eine andere Variante: Er habe den Atlantik schon halb überquert, als das Schiff umgekehrt sei, um nicht von der britischen Flotte abgefangen zu werden. Diese Variante widersprach jedoch Ewers’ anderen Aussagen an seine Mutter oder im (nicht erschienenen) Buch Yankeeland und im Roman Vampir, in dem Ewers seine Zeit in den USA literarisch aufarbeitete.
In den USA stellte sich Ewers in den Dienst der Propaganda für das Deutsche Kaiserreich. Er schrieb Artikel in deutsch- und englischsprachigen Zeitschriften und wurde vom deutschen „Propaganda-Kabinett“ durch die USA geschickt, um mit Reden für Deutschland zu werben, Spenden von Sympathisanten einzutreiben und an Debatten für Deutschland teilzunehmen. Daneben scheint er auch im Untergrund gearbeitet zu haben. Hierzu liegen nur wenige verlässliche Aussagen vor; sicher ist jedoch, dass Ewers 1915 in eine Affäre um falsche Pässe verwickelt war.
Künstlerisch arbeitete Ewers ebenfalls. So berichtete er von einer Reihe von (heute verschollenen) Filmen, zu denen er das Drehbuch geschrieben habe. Sein Buch Yankeeland über seine Arbeit für die deutsche Propaganda kündigte der Müller-Verlag zwar an, aber es erschien nie. Eines der wenigen erhaltenen Werke aus dieser Zeit war seine Sammlung Deutsche Kriegslieder (1914). Wilhelm II. soll eines der Gedichte, Wir und die Welt, seinen Generälen begeistert vorgetragen haben. Anschließend ließ der Kaiser das Gedicht drucken und unter den deutschen Soldaten verteilen. Auch in einige Schulbücher wurden einige der Kriegslieder aufgenommen.
In den USA lernte Ewers unter anderem auch Aleister Crowley, den späteren Hitler-Unterstützer Ernst „Putzi“ Hanfstaengl und seine spätere Frau und Alleinerbin Josefine Ewers († 1974), geborene Bumiller, kennen. 
Ewers’ Tätigkeit im Untergrund blieb dem amerikanischen Geheimdienst nicht verborgen, und 1918 wurde er unter dem Verdacht, an der Black-Tom-Explosion beteiligt gewesen zu sein, verhaftet. Zunächst saß er in verschiedenen New Yorker Gefängnissen, im Juli 1918 wurde er nach Fort Oglethorpe im US-Bundesstaat Georgia transferiert. Dort verbrachte er ein Jahr im sogenannten Millionärs Camp für Gefangene mit Beziehungen. Trotz der bevorzugten Behandlung war Ewers bei seiner Entlassung krank und geschwächt. Zunächst stand er unter Meldepflicht und hatte Publikationsverbot. Beides wurde 1920 aufgehoben und er erhielt auch die Erlaubnis zur Ausreise. Am 3. Juli 1920 trat Ewers die Heimreise an. Anfang August kam er nach sechs Jahren wieder zurück nach Deutschland.
Der USA-Aufenthalt von Ewers war der große Wendepunkt in seinem Leben. Seine Karriere verlief von diesem Zeitpunkt an langsam, aber stetig nach unten, und Ewers änderte unter dem Eindruck der Repressalien und seiner Internierung von 1918 bis 1919 seine politische Meinung. Zuvor fühlte sich Ewers der „Kulturnation“ verbunden, einer übernationalen, kulturellen Elite zugehörig. Während des USA-Aufenthalts wandte er sich immer stärker einem mythisierten Deutschlandbild zu. In seinem dritten Roman, Vampir. Ein verwilderter Roman in Fetzen und Farben (1920), zeichnete Ewers diese Entwicklung anhand seines alter egos Frank Braun nach.

### Zwanziger Jahre: Comeback-Versuche
Nach seiner Rückkehr versuchte Ewers, in Deutschland wieder Fuß zu fassen, aber von den vielen Plänen, die er hatte – u. a. schrieb er das deutschsprachige Libretto für ein Musical –, wurden nur wenige Wirklichkeit. Von vielen Seiten wurde ihm angekreidet, dass er während des Ersten Weltkrieges in den USA geblieben war. Die öffentliche Stimmung war gegen Ewers. Auch finanziell stand er nicht gut. Mit dem Georg-Müller-Verlag kam es vermehrt zu Prozessen, in denen Ewers einbehaltene Honorare einklagte. Er versuchte sich zunächst mit seinen Vorträgen über Indien und Die Religion des Satans, mit denen er schon vor dem Ersten Weltkrieg Erfolge gefeiert hatte, über Wasser zu halten. 1921 heiratete er die mittlerweile in Deutschland eingetroffene Josefine Bumiller in Berlin.
1920 veröffentlichte er den in den USA geschriebenen Roman Vampir. Auf der Insel Brioni vervollständigte er seinen letzten Novellenband Nachtmahr. Seltsame Geschichten (1922). Wie schon in Vampir ist Amerika der Schauplatz der Handlung.
Für einen kleinen Aufschrei in der literarischen Szene sorgte Ewers, als er ankündigte, Friedrich Schillers Romanfragment Der Geisterseher zu Ende schreiben zu wollen. Das Gemeinschaftswerk (1. Teil von Friedrich Schiller, 2. Teil von Hanns Heinz Ewers) erschien ebenfalls 1922. Im Nachwort des Geistersehers beklagte Ewers seine Isolierung innerhalb der Kulturszene.
Zu dieser Zeit wandte sich Ewers auch an Walther Rathenau, damals Reichsminister für Wiederaufbau. Beide hatten sich um 1911 persönlich kennen gelernt und standen bis zu dieser Zeit in regem Briefkontakt. Rathenau entsprach Ewers’ Vorstellung einer deutsch-jüdischen Elite, am ausführlichsten in Vampir ausgeführt. Die Hochachtung vor Rathenau teilte er mit einem Kollegen aus seinem damaligen Freundeskreis, Artur Landsberger.
Nach Rathenaus Ermordung am 24. Juni 1922 fehlte Ewers jede Identifikationsmöglichkeit mit der ansonsten ungeliebten Weimarer Republik. Wie viele Deutsche setzte er später seine Hoffnungen in Reichspräsident Paul von Hindenburg.
1923, im schlimmsten Krisenjahr der Weimarer Republik, wurde das Rheinland von den Franzosen besetzt, das Ruhrgebiet von den Belgiern; Separatisten riefen die Rheinische Republik aus, und die Inflation erreichte ihren Höhepunkt. Der Rheinländer Ewers war über diese Entwicklungen besonders entsetzt. Die Demokratie wurde immer weniger zu einer Staatsform, mit der er sich identifizieren konnte. Seine politische Frustration mündete schließlich in dem Roman Reiter in deutscher Nacht (1931), mit dem er sich der nationalsozialistischen Bewegung andiente. 1925 schrieb Ewers ein populärwissenschaftliches Buch: Ameisen (1925). Seine Mutter starb 1926.
1927 wechselte Ewers den Verlag. Des ständigen Ärgers mit den säumigen Zahlungen des Müller-Verlags müde geworden, ging er zum Sieben-Stäbe-Verlag. Neben einer Werkausgabe brachte dieser den Reiseband Von sieben Meeren. Fahrten und Abenteuer (1927) und Ewers’ neuen Roman Fundvogel. Geschichte einer Wandlung (1928). Dessen Thema ist eine Geschlechtsumwandlung. Ewers ließ zu Fundvogel auch einen Werbefilm fürs Kino drehen. Mit der neu gegründeten Firma Hanns Heinz Ewers Produktion plante er auch die Verfilmung des Romans. Doch als sich sein Partner mit einem Großteil des Geldes nach Buenos Aires absetzte, musste Ewers die Rechte am Drehbuch verkaufen, um den Film überhaupt produzieren zu können. Die Geschichte des Films wurde komplett umgeschrieben. Ewers Kommentar zu dem Endergebnis: „Nie wieder Film!“ 1929 fühlte sich Ewers auf dem Tiefpunkt: Seine Ehe mit Josefine kriselte, und er erkrankte schwer.

### Verhältnis zum Nationalsozialismus

#### Hinwendung zum Nationalsozialismus
Ewers las 1929 Erich Maria Remarques Roman Im Westen nichts Neues, er war wenig davon beeindruckt. Er beschloss, einen ähnlichen Roman zu schreiben. Thema war jedoch nicht die Westfront des Ersten Weltkrieges, sondern die deutschen Freikorps, die in der Zeit der Weimarer Republik mit rechten Kräften paktiert hatten. Als Vorlage für die Gestaltung seines Helden Gerhard Scholz wählte Ewers Paul Schulz, einen Korpsführer der Schwarzen Reichswehr, der in den 1920er Jahren in einem spektakulären Gerichtsprozess wegen eines Fememordes nach dem Ersten Weltkrieg in Oberschlesien zu Zuchthaus verurteilt worden war. Das Buch erschien 1932 bei Cotta und öffnete Ewers den Weg zu rechtsradikalen Kreisen.
Ewers war zu dieser Zeit schon Mitglied der Deutschnationalen Volkspartei (DNVP), allerdings sprach er sich ab etwa 1930 vermehrt für eine faschistische Revolution aus, die er schon bald kommen sah. Dementsprechend wurde er Mitglied der 1931 von Waldemar Pabst gegründeten Gesellschaft zum Studium des Faschismus. Zu seinen engeren Bekannten gehörten nun Ernst Hanfstaengl, den Ewers noch aus New York kannte und der mittlerweile einer der Geldgeber der NSDAP war, und August Wilhelm von Preußen, ein Sohn von Wilhelm II. Auch hatte er schon erste Kontakte mit führenden NSDAP-Mitgliedern, u. a. dem SA-Führer Ernst Röhm und dem späteren Propagandaminister Joseph Goebbels.
Er trat zum 1. November 1931 in die NSDAP ein (Mitgliedsnummer 659.057).

#### Aufstieg und Fall als NS-Propagandist
Ewers machte sich an die Recherchen zu seinem letzten Roman Horst Wessel. Ein deutsches Schicksal (1932). Der 1930 ermordete SA-Sturmführer Horst Wessel sollte nach Plänen von Goebbels zu einem Märtyrer der nationalsozialistischen Bewegung aufgebaut werden. Ewers nahm Kontakt zu Wessels Familie und Kameraden aus seinem Sturm auf. Es darf als wahrscheinlich gelten, dass sich Ewers und Wessel kannten – beide studierten Rechtswissenschaften an der Friedrich-Wilhelm-Universität Berlin, beide waren in derselben Studentenverbindung, der Normannia – Ewers als Alter Herr, Wessel als Corpsbursch. Außerdem wirkte Wessel in der zweiten Fassung des Studenten von Prag (1926) bei den Dreharbeiten in Berlin als Statist mit. Ewers führte bei dem Film zusammen mit Henrik Galeen Regie und wird in der Biographie von Wilfried Kugel sogar als eventueller Ghostwriter des Textes des Horst-Wessel-Liedes vermutet.
Ewers war mit der Arbeit am Horst-Wessel-Roman nicht glücklich. Einerseits wollte er so nahe wie möglich bei der Wahrheit bleiben, andererseits verlangten die NSDAP und die Familie Wessel immer wieder Veränderungen, vor allem was die Beziehung zu Wessels Verlobter betraf, der ehemaligen Prostituierten Erna Jaenichen. Am Ende war mit dem fertigen Roman niemand richtig glücklich: Ewers nicht, da er sich in seiner künstlerischen Freiheit eingeschränkt sah, die Partei ebenfalls nicht, da das Buch nicht in das politische Konzept der Partei passte. Zwar wurde der politische Gegner verunglimpft, jedoch fehlte dem Buch die gewünschte antisemitische Hetze. Der Literaturwissenschaftler Walther Killy nimmt einen Ausschnitt aus dem Roman in seine Sammlung Deutscher Kitsch auf.
Gleichzeitig formierten sich Ewers’ Gegner innerhalb des NS-Machtapparates unter der Führung von Alfred Rosenberg. Vor allem Ewers’ frühere Romane wurden ihm vorgeworfen; sie seien unmoralisch und zu freizügig. Bis 1934 saß Ewers jedoch noch fest im Sattel, da er eine sichere Position innerhalb der NS-Propaganda innehatte. So drehte er 1933 auch eine Verfilmung von Horst Wessel. Allerdings verhängte Goebbels nach einer geschlossenen Vorpremiere wegen künstlerischer Mängel ein Vorführungsverbot. Der Film kam jedoch nach einigen Schnitten und dem Nachdrehen einzelner Szenen unter dem Titel Hans Westmar. Einer von vielen. Ein deutsches Schicksal aus dem Jahr 1929 1933 heraus.
Ewers’ Stern sank mit dem so genannten Röhm-Putsch am 30. Juni 1934. Auch Ewers soll auf der Liquidierungsliste der SS gestanden haben. Die Straßenkrawalle im Horst Wessel waren für die seit dem Vorjahr regierende NSDAP nicht mehr opportun in der Propaganda. Ironischerweise wurde gerade Horst Wessel als erstes von Ewers’ Büchern verboten, dann Fundvogel und Alraune. Schließlich wurden im selben Jahr alle Werke von Ewers auf eine Verbotsliste gesetzt, bis auf Reiter in deutscher Nacht.

#### Abkehr vom Regime
Mit den Nürnberger Gesetzen 1935 war die Entrechtung der deutschen Juden vollständig. Ewers unterstützte seine jüdischen Freunde, indem er ihnen Ausreisevisa in die USA oder Großbritannien beschaffte. 1938 stellte Ewers seinen Nachlass zusammen, der heute im Heinrich-Heine-Institut in Düsseldorf aufbewahrt wird.
Durch endlose Eingaben gelang es Ewers, das Publikationsverbot aufzuheben. Zusammen mit dem Zinnen-Verlag plante Ewers, zwei Erzählungsbände herauszugeben: Die schönsten Hände der Welt erschien kurz nach Ewers’ Tod im Jahr 1943, Der weiße Wolf kam über die Planung nicht hinaus. Die schönsten Hände der Welt enthielt neben schon Veröffentlichtem auch drei neue Texte, die titelgebende Reisenovelle und die beiden Satiren auf den Nationalsozialismus Wir fangen Fische und Der Regenwurmklub.
1943 war Ewers gesundheitlich stark angeschlagen und durch berufliche und persönliche Krisen geschwächt. Er starb am 12. Juni 1943 in seiner Berliner Wohnung. Seine Asche wurde am 15. Oktober desselben Jahres auf dem Düsseldorfer Nordfriedhof beigesetzt (Feld 78, 55235-WE).

## Urheberrechtsstreit in den 1990er Jahren
Ewers’ Erben räumten 1991 und 1992 Wilfried Kugel, der 1987 über Ewers’ Biografie promovierte (Zweitveröffentlichung der Dissertation 1992 im Grupello Verlag, s. Literatur), umfassende Rechte ein. Kugels anschließende Klage gegen den Herbig-Verlag war erfolgreich. Der Verlag nahm Verwertungshandlungen vor, die seine zwischen 1972 und 1974 erworbenen Verlagsrechte überstiegen. Das Oberlandesgericht München führte 1997 aus:

„Wie der Senat bereits [im Jahr 1994] unbeanstandet vom Bundesgerichtshof [im Jahr 1996] festgestellt hat, beschränkte sich die Berechtigung der Beklagten [F. A. Herbig Verlagsbuchhandlung GmbH] aus den Verlagsverträgen auf die Vervielfältigung und Verbreitung des Werkes ‚Alraune‘ der vier Erzählungen unter dem Titel ‚Geschichten des Grauens‘ und der vier Geschichten unter dem Titel ‚Die Spinne‘, wobei sich die Rechte an den Erzählungen ‚Geschichten des Grauens‘ und ‚Die Spinne‘ auf deren Herausgabe in der Reihe ‚Das-Fünf-Mark-Buch‘ bzw. ‚Das-Sechs-Mark-Buch‘ beschränkten. Weitere Rechte standen der Beklagten nicht zu. Dennoch vergab sie Lizenzen für die ‚Geschichten des Grauens‘ an den Fischer-Verlag, an den Möwig-Verlag und an den Ullstein-Verlag. Darüber hinaus räumte sie Rechte an einzelnen Erzählungen den Verlagen Bastei-Lübbe, Reclam und Heyne ein. Außerdem vergab sie Rechte an der Erzählung ‚Vampir‘ sowie eine Option für die Verfilmung der Erzählung ‚Die Spinne‘. Damit maßte sich die Beklagte Befugnisse an, die weit über die ihr eingeräumten Rechte hinausgingen.“

## Werke
- mit Theodor Etzel: Fabelbuch. Langen, München 1901.
- Singwald. Märchen. E. A. Seemann, Leipzig 1901.
- Hochnotpeinliche Geschichten. Seemann, Leipzig 1902.
- Die verkaufte Großmutter. Märchen, Seemann, Leipzig 1903.
- mit Erich Mühsam: Billys Erdengang. Eine Elephantengeschichte für artige Kinder. Märchen. Globus, 1904; Neuauflage: Faber & Faber, Leipzig 2005, ISBN 3-936618-63-1.
- Das Cabaret, Schuster & Loeffler, Berlin/Leipzig 1904.
- Edgar Allan Poe. Schuster & Löffler, Berlin/Leipzig 1905.
- Die Ginsterhexe und andere Sommermärchen. Illustriert von Paul Horst-Schulze. Schalscha-Ehrenfeld, Leipzig 1905.
- mit Victor Hadwiger, Erich Mühsam u. a.: Führer durch die moderne Literatur. 300 Würdigungen der hervorragendsten Schriftsteller unserer Zeit. Globus, 1906, 1911 (neue, vollständig durchgearbeitete Ausgabe, 16.–21. Tsd.), 1923 (neue, von Hans Krüger-Welf vollständig durchgearbeitete Ausgabe, 26.–28 Tsd.); korrigierter und kommentierter Neudruck: Revonnah, Hannover 2005, ISBN 3-934818-23-4.
- Das Grauen. Seltsame Geschichten. Erzählungen. G. Müller, München/Leipzig 1907.
- Mit meinen Augen… Fahrten durch die lateinische Welt. Konrad W. Mecklenburg vormals Richter’scher Verlag, Berlin 1908.
- Die Besessenen. Seltsame Geschichten. Erzählungen, Georg Müller, München/Leipzig 1908. (Beinhaltet die Erzählung Die Spinne)
- mit Hermann Bahr, Otto Julius Bierbaum, Otto Ernst, Herbert Eulenberg, Gustav Falke, Georg Hirschfeld, Felix Hollaender, Gustav Meyrink, Gabriele Reuter, Olga Wohlbrück und Ernst von Wolzogen: Der Roman der XII. Roman. Mecklenburg, Berlin 1909.
- Der Zauberlehrling oder Die Teufelsjäger. Roman. G. Müller, München/Leipzig 1909; Neuausgabe: Alraune / Der Zauberlehrling. Area, Erftstadt 2005, ISBN 3-89996-505-1.
- Delphi. Drama in drei Akten. G. Müller, München/Leipzig 1909.
- Wackelsteert der Enterich (Eine lustige Entengeschichte). (Anonym verfasst, illustriert von Paul Haase). Weise, Stuttgart 1909.
- Grotesken. G. Müller, München 1910.
- Die verkaufte Großmutter. Märchen. Moeser Nachf., Leipzig/Berlin 1910.
- Moganni Nameh. Gesammelte Gedichte. G. Müller, München/Leipzig 1910.
- Alraune. Die Geschichte eines lebenden Wesens. Roman. G. Müller, München/Leipzig 1911; Neuausgabe: Alraune / Der Zauberlehrling. Area, Erftstadt 2005, ISBN 3-89996-505-1.
- mit Marc Henry: Joli Tambour! Das französische Volkslied. Neues Leben, Berlin 1911.
- Indien und ich. Mit 54 Fotos auf Tafeln. G. Müller, München/Leipzig 1911.
- mit Marc Henry: Die toten Augen. Bühnendichtung (Oper). Musik (1912/1913): Eugen d’Albert. UA 1916.
- Luise Braun, das Wundermädchen von Berlin. Drama in vier Akten. G. Müller, München 1913.[13]
- Deutsche Kriegslieder. G. Müller, München/Leipzig 1915.
- Mein Begräbnis und andere seltsame Geschichten. Novellen. G. Müller, München/Leipzig 1917.
- Der gekreuzigte Tannhäuser. Erweiterte Ausgabe der Grotesken von 1910. G. Müller, München/Leipzig 1918.
- Das Mädchen von Shalott. Sechs Theaterstücke. (enthält: Das Mädchen von Shalott, Trecento, Delphi, Die toten Augen, Das Wundermädchen von Berlin und Der Weg zum Licht.) G. Müller, München/Leipzig 1920.
- Vampir. Ein verwilderter Roman in Fetzen und Farben. Roman. G. Müller, München/Leipzig 1921. (auch Online-Ausgabe)
- Die Herzen der Könige. Mit 6 Radierungen von Stefan Eggeler. Artur Wolf, Wien 1922. 500 Exemplare, in drei Ausgaben.
- Nachtmahr. Novellen, G. Müller, München/Leipzig 1922.
- Der Geisterseher. Nach Friedrich Schiller. G. Müller, München/Leipzig 1922.
- Meine Mutter / Die Hex. Mit 6 Radierungen von Stefan Eggeler, Frisch & Co. Verlag Wien 1923 / nummerierte Vorzugsausgabe 300 Exemplare.
- Ameisen. Sachbuch. G. Müller, München 1925.
- mit Marc Henry: Ivas Turm. Bühnendichtung (Oper). Musik (1926): Ernst von Dohnányi. UA 1926.
- Die traurige Geschichte meiner Trockenlegung. Landsberg’sche Buchhandlung. Berlin 1927.
- Von sieben Meeren. Fahrten und Abenteuer. Sieben Stäbe, Berlin 1927.
- Fundvogel. Die Geschichte einer Wandlung. Roman. Sieben Stäbe, Berlin 1928.
- Reiter in deutscher Nacht. Cotta’sche Verlagsbuchhandlung, Stuttgart/Berlin 1931. Aufl. 1933 (Digitalisat).
- Horst Wessel. Ein deutsches Schicksal. Cotta, Stuttgart/Berlin 1932.
- Ameisen. Sachbuch. Zinnen-Verlag, München/Wien/Leipzig, 1943.
- Die schönsten Hände der Welt. Geschichten in der Sonne. Zinnen Verlag, München/Wien/Leipzig 1943.

### Veröffentlichungen in Periodika (Auswahl)
- Der strahlende Mann. Kurzgeschichte in: Kokain, Heft 1 (1925), S. 6–17 (Digitalisat in der SLUB)
- Ein Roman in vier Kapiteln. Miniatur in: Kokain, Heft 2 (1925), S. 17 (Digitalisat in der SLUB)

### Übersetzungen aus dem Französischen (Auswahl)
- Auguste de Villiers de L’Isle-Adam: Das Geheimnis des Schafotts. Kurzgeschichte (aus: Grausame Geschichten = Gesammelte Werke, Bd. 1. Müller, München 1909) in: Kokain, Heft 4 (1925), S. 6–14 (Digitalisat in der SLUB)
- Auguste de Villiers de L’Isle-Adam: Vera und andere Erzählungen. Weltgeist, Berlin 1930

### Herausgeberschaft (Auswahl)
- Auguste de Villiers de L’Isle-Adam: Gesammelte Werke in sieben Bänden. Georg Müller, München 1909–1920
- Soeur Jeanne: Memoiren einer Besessenen. Verlag Robert Lutz, Stuttgart 1911
- Israel Zangwill: Träumer des Ghetto. Deutsche autorisierte Ausgabe durch Dr. Hanns Heinz Ewers unter Mitwirkung des Verfassers. Die Übersetzung aus dem Englischen besorgte E. Steinauer. Berlin: Verlag Siegfried Cronbach, 1908 (Digitalisat: 1, 2)

### Neuausgaben nach 1945 (Auswahl)
- Geschichten des Grauens. Auswahl von vier Geschichten. Herbig, München/Berlin 1972.
- Mein Begräbnis. Und andere Grotesken. Enthält 14 überarbeitete Kurzgeschichten aus Ein Fabelbuch (1901), Der gekreuzigte Tannhäuser (1916) sowie Grotesken (1929). Mit einem Nachwort von Michael Helming. Wunderkammer, München 2014, ISBN 978-1-4947-4039-9.
- Die chinesische Kreuzigung. Und andere Schauergeschichten. (Enthält: Die Spinne, Die Tomatensauce, Der letzte Wille der Stanislawa d’Asp, Die Topharbraut u. a.) Mit einem Nachwort von Axel Weiß. Wunderkammer, München 2014, ISBN 978-1-4949-3857-4.
- Freche Fee und lustiger böser König. Märchen. Hrsg. von Sven Brömsel. 2014, ISBN 978-3-943999-17-4.
- Lustmord einer Schildkröte. Und weitere Erzählungen. Ediert und herausgegeben von Marcus Born und Sven Brömsel. Die andere Bibliothek, Band 356, Berlin 2014, ISBN 978-3-8477-0356-3.
- Alraune. Die Geschichte eines lebenden Wesens. Omnium-Verlag, Berlin 2014, ISBN 978-3-942378-66-6.
- Hanns Heinz Ewers, Leonard Langheinrich Anthos: Der Student von Prag. Mit dem Original-Exposé aus dem Jahr 1913. Media Net-Edition, Kassel 2015, ISBN 978-3-939988-30-4. (= Filme zum Lesen. 3).

## Filmografie (Auswahl)
- 1913: Der Student von Prag
- 1913: Der Verführte
- 1913: Die Augen des Ole Brandis
- 1913: Die Eisbraut
- 1913: Die ideale Gattin
- 1913: Ein Sommernachtstraum in unserer Zeit
- 1914: Evinrude
- 1914: Die Launen einer Weltdame
- 1918: Alraune von Mihály Kertész und Ödön Fritz
- 1918: Alraune, die Henkerstochter, genannt die rote Hanne von Eugen Illés
- 1919: Alraune und der Golem von Nils Chrisander
- 1926: Der Student von Prag (Remake)
- 1928: Alraune von Henrik Galeen, mit Brigitte Helm
- 1930: Fundvogel
- 1930: Alraune von Richard Oswald, mit Brigitte Helm
- 1952: Alraune von Arthur Maria Rabenalt, mit Hildegard Knef

## Audio-Rezeption
- 2017: Sven Brömsel: Verehrt und angespien, DLF
- 2024: Lars Henriks: Dämonenjäger Ewald Heine – Grusel-Hörspiel-Serie, inspiriert von Ewers Leben[14]